# Phryno septentrionalis
Phryno septentrionalis là một loài ruồi trong họ Tachinidae.